# Santibáñez el Bajo
Santibáñez el Bajo è un comune spagnolo di 975 abitanti situato nella comunità autonoma dell'Estremadura.